# Annabel Laure Ali
Annabel Laure Ali (auch Annabelle Laure Ali, Laure Annabel Ali, Laure Annabelle Ali, Laure Ali Annabel, Annabel Ali, Laure Ali; * 4. März 1985 in Garoua/Kamerun) ist eine Ringerin aus Kamerun. Sie ist Olympiateilnehmerin 2008 in Peking und 2012 in London.

## Werdegang
Annabel Laure Ali ist eine afrikanische Ringerin, die den Sprung in die erweiterte Weltklasse geschafft hat. Sie begann in Kamerun mit dem Ringen, ging aber später nach Frankreich und ist Mitglied des Sportclubs INSEP Paris. Trainiert wird sie hauptsächlich von Isaac Mpia. Bei einer Größe von 1,76 Metern ringt sie in der schwersten Gewichtsklasse des Frauenringens, die ihr Limit bei 72 kg Körpergewicht hat.
Ihr Debüt auf der internationalen Ringermatte gab sie im Jahre 2005 bei den Commonwealth-Meisterschaften in Stellenbosch/Südafrika. Sie siegte dabei vor der Inderin Jyoti. 2007 startete sie in Baku erstmals bei einer Weltmeisterschaft. Sie traf dabei gleich in ihrem ersten Kampf auf die vielfache japanische Weltmeisterin Kyoko Hamaguchi, gegen die sie einen sehr guten Kampf zeigte und nur knapp nach Punkten (1:2 Runden, 1:3 Punkte) unterlag. Da Kyoko Hamaguchi aber das Finale nicht erreichte, schied Annabel Laure Ali aus und kam auf den 19. Platz.
2008 gewann sie bei der Afrikameisterschaft in Tunis hinter Amarachi Obiajunwa, Nigeria und Sabrine Mathelouthi, Tunesien mit dem 3. Platz ihre erste internationale Medaille, nämlich eine Bronzemedaille. Im gleichen Jahr gelang es ihr auch, sich durch gute Platzierungen bei den Turnieren in Edmonton und Haparanda für die Olympischen Spiele in Peking zu qualifizieren. In Peking verlor sie dann ihren ersten Kampf gegen Agnieszka Wieszczek-Kordus aus Polen und belegte den 16. Platz. 2008 startete sie auch noch bei der Weltmeisterschaft in Tokio, aber auch dort verlor sie ihren ersten Kampf gegen Alena Starodubzewa aus Russland und landete auf dem 12. Platz.
2009 wurde sie in Casablanca erstmals Afrikameisterin. Sie verwies dabei Sonja Coetzee aus Südafrika und Enass Moustafa aus Ägypten auf die Plätze. Im August 2009 wurde sie in Obzor/Bulgarien Weltmeisterin im Beach-Wrestling in der Gewichtsklasse über 70 kg Körpergewicht vor der Bulgarin Elina Wasewa. Dieser Titel hat zwar nicht den Rang eines Weltmeistertitels im olympischen Ringens, der Sieg von Annabel Laure Ali in diesem Wettbewerb ist aber trotzdem bemerkenswert. Bei der Weltmeisterschaft 2009 in Hering/Dänemark gelang ihr ihr erster Sieg bei einer solchen Meisterschaft. Sie gewann über Darja Karpenko aus Kasachstan. Ihren zweiten Kampf verlor die allerdings gegen Swetlana Sajenko aus der Ukraine, schied damit aus und belegte den 9. Platz.
Im Januar 2010 erreichte sie beim stark besetzten Golden-Grand-Prix in Krasnojarsk einen sehr guten 2. Platz. Sie verlor dort erst im Finale gegen Jekaterina Bukina, ließ aber so gute Ringerinnen wie Gelegdschamtsyn Narantschimeg aus der Mongolei und Stanka Slatewa Christowa, eine mehrfache Weltmeisterin aus Bulgarien, hinter sich. Im Juni 2010 wurde Annabel Laure Ali in Kairo zum zweiten Mal Afrikameisterin. Bei der Weltmeisterschaft 2010 in Moskau lieferte sie der einheimischen Favoritin Jekaterina Bukina einen ganz großen Kampf, den sie nur knapp mit 1:2 Runden bei 3:3 Punkte-Gleichstand verlor. Da jedoch Jekaterina Bukina das Finale verfehlte, kam sie nicht in die Trostrunde und landete auf dem 11. Platz. Im Oktober 2010 gewann sie dann bei den Commonwealth-Spielen in New Delhi hinter Ohenewa Akuffo aus Kanada die Silbermedaille.
2011 wurde Annabel Laure Ali in Dakar vor Amarachi Obiajunwa zum dritten Mal Afrikameisterin. Im September 2011 startete sie bei der Weltmeisterschaft in Istanbul und erreichte dort mit dem 5. Platz das beste Ergebnis ihrer Laufbahn. Auf dem Weg zu diesem Erfolg verlor sie zunächst gegen Jekaterina Bukina, besiegte dann Gelegdschamtsyn Narantschimeg und die Juniorenweltmeisterin Cynthia Vanessa Vescan aus Frankreich, ehe sie im Kampf um eine Bronzemedaille gegen Wassilissa Marsaljuk aus Weißrussland verlor. Mit diesem 5. Platz schaffte sie gleichzeitig die Qualifikation für die Olympischen Spiele 2012 in London.
Im März 2012 musste sich Annabel Laure Ali in Marrakesch im Finale der Afrikameisterschaft der Senegalesin Oliviane Bassene beugen. Bei den Olympischen Spielen 2012 in London kam sie zu einem Sieg über Josiane Patricia Soloniaina aus Madagaskar, verlor dann gegen Stanka Slatewa Christowa, konnte aber in der Trostrunde weiterringen, in der sie allerdings wieder gegen Wassilissa Marsaljuk unterlag. Sie belegte damit den 7. Platz.
Nach einer etwas längeren Pause startete sie im Jahre 2013 beim Jeux de la Francophonie in Nizza und kam dort hinter der Kanadierin Veronica Keefe und Cynthia Vanessa Vescan auf den 3. Platz.

## Internationale Erfolge
| Jahr | Platz | Wettbewerb                                           | Gewichtsklasse | Ergebnisse |
| 2005 | 1.    | Commonwealth-Meisterschaft in Stellenbosch/Südafrika | bis 72 kg      | vor Jyoti, Indien |
| 2007 | 19.   | WM in Baku                                           | bis 72 kg      | nach einer Niederlage gegen Kyoko Hamaguchi, Japan |
| 2008 | 3.    | Afrikameisterschaft in Tunis                         | bis 72 kg      | hinter Amarachi Obiajunwa, Nigeria und Sabrine Mathlouthi, Tunesien |
| 2008 | 3.    | Olympia-Qualif.-Turnier in Edmonton                  | bis 72 kg      | hinter Agnieszka Wieszczek-Kordus, Polen und Rosangela Conceicao, Brasilien |
| 2008 | 8.    | Olympia-Qualif.-Turnier in Haparanda                 | bis 72 kg      | Siegerin: Amarachi Obiajunwa vor Audrey Prieto, Frankreich |
| 2008 | 16.   | OS in Peking                                         | bis 72 kg      | nach einer Niederlage gegen Agnieszka Wieszczek-Kordus |
| 2008 | 12.   | WM in Tokio                                          | bis 72 kg      | nach einer Niederlage gegen Alena Starodubzewa, Russland |
| 2009 | 3.    | Dan Kolow & Nikola Petrow-Memorial in Warna          | bis 72 kg      | hinter Stanka Slatewa Christowa, Bulgarien und Otschirbatyn Burmaa, Mongolei |
| 2009 | 1.    | Afrikameisterschaft in Casablanca                    | bis 72 kg      | vor Sonja Coetzee, Südafrika und Enass Moustafa, Ägypten |
| 2009 | 1.    | Beach-Wrestling-WM in Obzor/Bulgarien                | über 70 kg     | vor Elina Wasewa und Ralitza Iwanowa, beide Bulgarien |
| 2009 | 9.    | WM in Herning/Dänemark                               | bis 72 kg      | nach einem Sieg über Darja Karpenko, Kasachstan und einer Niederlage gegen Swetlana Sajenko, Ukraine                                                                                          |
| 2010 | 2.    | Golden-Grand-Prix in Krasnojarsk                     | bis 72 kg      | hinter Jekaterina Bukina, Russland, vor Gelegdschamtsyn Narantschimeg, Mongolei und Stanka Slatewa Christowa, Bulgarien                                                                       |
| 2010 | 4.    | Dan Kolow & Nikola Petrow-Memorial in Burgas         | bis 72 kg      | hinter Stanka Slatewa Christowa, Otschirbatyn Burmaa und Roxana Camelia Iancolovici, Rumänien                                                                                                 |
| 2010 | 1.    | Afrikameisterschaft in Kairo                         | bis 72 kg      | vor Helen Okus, Nigeria und Doaa Ahmed Maher, Ägypten |
| 2010 | 3.    | Golden-Grand-Prix in Baku                            | bis 72 kg      | hinter Stanka Slatewa Christowa und Güsel Manjurowa, Kasachstan, vor Jenny Fransson, Schweden und Alena Starodubzewa                                                                          |
| 2010 | 11.   | WM in Moskau                                         | bis 72 kg      | nach einer Niederlage gegen Jekaterina Bukina |
| 2010 | 2.    | Commonwealth-Spiele in New Delhi                     | bis 72 kg      | hinter Ohenewa Akuffo, Kanada, vor Helen Okus und Sarah Jones, Schottland |
| 2011 | 1.    | Afrikameisterschaft in Dakar                         | bis 72 kg      | vor Amarachi Obiajunwa und Ibtissem Maamer, Tunesien |
| 2011 | 2.    | Grand-Prix von Spanien in Madrid                     | bis 72 kg      | hinter Agnieszka Wieszczek-Kordus, vor Marina Gastl, Österreich |
| 2011 | 5.    | WM in Istanbul                                       | bis 72 kg      | nach einer Niederlage gegen Jekaterina Bukina, Siegen über Gelegdschamtsyn Narantschimeg und Cynthia Vanessa Vescan, Frankreich und einer Niederlage gegen Wassilissa Marsaljuk, Weißrussland |
| 2011 | 3.    | FILA-Test-Turnier in London                          | bis 72 kg      | hinter Jekaterina Bukina und Stanka Slatewa Christowa |
| 2012 | 2.    | Afrikameisterschaft in Marrakesch                    | bis 72 kg      | hinter Oliviane Bassene, Senegal, vor Josiana Patricia Solonianina, Madagaskar und Blessing Onjebuchi, Nigeria                                                                                |
| 2012 | 2.    | Grand-Prix von Spanien in Madrid                     | bis 72 kg      | hinter Stanka Slatewa Christowa, vor Maider Unda Gonzales de Audicana, Spanien und Jenny Fransson                                                                                             |
| 2012 | 7.    | OS in London                                         | bis 72 kg      | nach einem Sieg über Josiane Patricia Solonianina und Niederlagen gegen Stanka Slatewa Christowa und Wassilissa Marsaljuk                                                                     |
| 2013 | 3.    | Jey de la Francophonie in Nizza                      | bis 72 kg      | hinter Veronica Keefe, Kanada und Cynthia Vanessa Vescan |

## Erläuterungen
- alle Wettkämpfe im freien Stil
- OS = Olympische Spiele, WM = Weltmeisterschaft